# Форт Санта-Крус
Форт Санта-Крус є одним з трьох фортів Орану, другого за величиною портового міста Алжиру; іншими двома фортами є Форт-де-ла-Муне у західній частині порту та Форт Сент-Філіп у центрі Орану, що був збудований замість старого Замку Святих, що був відомий іспанською як Castillo de los Santos. Ці три форти з'єднані між собою тунелями. Форт Санта-Крус було збудовано іспанцями між 1577 та 1604 на вершині д'Айдур понад затокою Оран у Середземному морі, на висоті понад 400 метрів (1312 футів). У 1831 році французи зайняли Оран та форт.
Поруч з фортом знаходиться невелика каплиця, відома як каплиця Санта-Крус. Ця каплиця була відреставрована разом з вежею та величезною статуєю Діви Марії, що є реплікою марсельської Нотр-Дам-де-ла-Гард, але стилізована як Нотр-Дам-дю-Салют-де-Санта-Крус.

## Географія

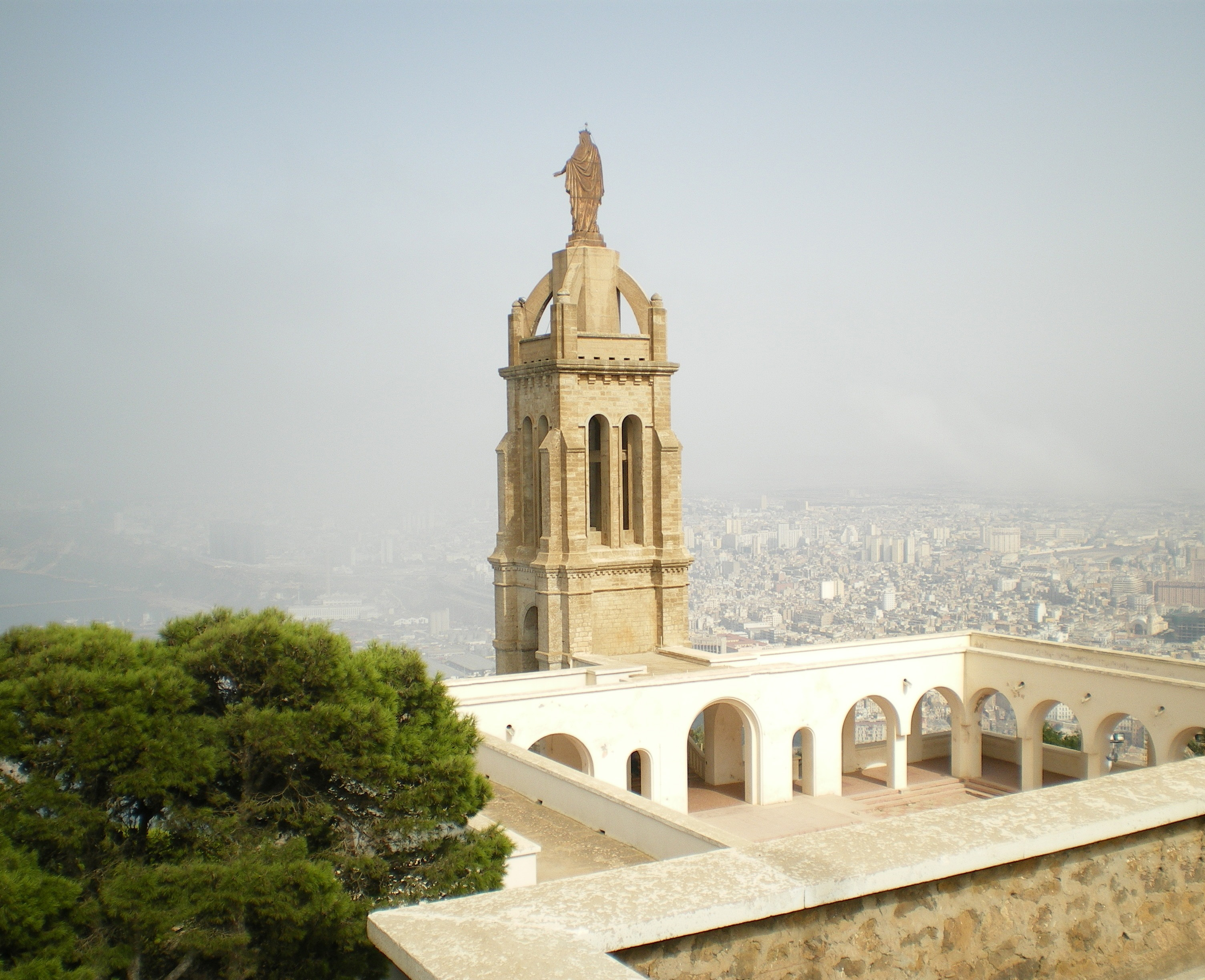
Каплиця

Форт розташований на висоті близько 400 метрів (1300 футів) на горы Мурджаджо, також відомій як Пік д'Айдур, звідки відкривається захоплюючий вид на Мерс-ель-Кебір, стратегічний військовий порт Орану. Під замком, на схилі пагорба, знаходиться каплиця Діви Марії, яка є місцем паломництва для католиків.

## Історія
Перша фортеця була збудована турками. Після перемоги іспанців над турками у XVI столітті, було відновлено Форт Санта-Крус. Іспанці правили Ораном приблизно 300 років (до 1792 року). У минулому, у фортеці Санта-Крус розміщувались губернатори міста Оран.
За іспанської влади місто продовжувало зростати, що вимагало розширення міських стін. Незважаючи на вдосконалені укріплення, місто було об'єктом неодноразових нападів. У 1791 році більша частина Орану була пошкоджена землетрусом. У 1831 році місто було зайняте французами.
Санта-Крус був найвищим з трьох фортів, зведених іспанцями над містом Оран, яке було переважно мусульманским містом з будівлями переважно мавританської архітектури. Щоб продемонструвати перевагу «Півмісяця над Хрестом», навпроти форту на більшій висоті місцевими жителями була побудована каплиця Марабут. Ця каплиця була увінчана півмісяцем на білому куполі. Іспанці залишили місто у 1792 році, після землетрусу 1791 року. Коли французи зайняли місто, мусульмани мігрували у внутрішні частини Алжиру, але більшість з них повернулася після поразки Абд аль-Кадіра.

## Архітектура
Форт, збудований між 1577 та 1604 роками, займає стратегічне положення. Укріплення форту складаються з товстих та безперервних стін, окружністю у два з половиною кілометри, міцними вежами між ними, та центральним замком або казбою, де іспанці заснували свою штаб-квартиру. Для зведення форту використовувалось залізо, дерево, пісок, вапно та вода, які доставляли складними шляхами за допомогою канатів. Декілька разів форт розширювався вглиб пагорба після неодноразових атак противника. Між усіма фортами існує підземний зв'язок, крім цього, під містом проходять галереї з виходами у різних частинах пагорбу.
У форті знаходиться система збору дощової води. Найбільша цистерна вміщує 300000 літрів.

### Каплиця Санта-Крус
Каплиця Санта-Крус була збудована єпископом Оранським у місці, де він ніс статую Діви Марії у процесії з жителів міста, на згадку про чудове позбавлення міста від епідемії холери у 1847 році, коли все населення міста молило про дощ. Після закінчення дощу, на згадку про диво, навпроти форту було збудовано каплицю, що була названа церквою Санта-Крус. З моменту здобуття Алжиром незалежності у 1962 році, на деня Вознесіння Господнього мешканці Орану та прилеглих районів віддають данину Діві Марії, звершуючи паломництво гірською стежкою до каплиці.